# Sprogø
Die Insel Sprogø liegt im Storebælt (deutsch Großer Belt) zwischen den dänischen Inseln Fyn (deutsch Fünen) und Sjælland (deutsch Seeland). Die Storebælt-Brücke als Verbindung zwischen Fünen und Seeland benutzt diese Insel als Zwischenstation. Die etwa 154 ha große Insel war vor der Ausführung des Brückenbauwerkes nur ein Viertel so groß (39 ha) und nur mit einem Leuchtturm und ein paar Häusern bebaut. Seit Anfang der 1990er Jahre ist die Insel unbewohnt.
In der Volksmarine der DDR wurde die Insel inoffiziell als „Egon-Olsen-Insel“ bezeichnet. Sie wurde so genannt, weil der in der DDR beliebte dänische Schauspieler Ove Sprogøe die Rolle des Egon Olsen in der beliebten dänischen Filmreihe „Die Olsenbande“ spielte.

## Gemeindezugehörigkeit
Die Insel gehört zur Kirchspielsgemeinde (dän. Sogn) Sankt Povls Sogn, die bis 1970 zur Harde Slagelse Herred im Sorø Amt gehörte, seit 1970 zur Slagelse Kommune im damaligen Vestsjællands Amt, die mit der Kommunalreform zum 1. Januar 2007 in der „neuen“ Slagelse Kommune in der Region Sjælland aufgegangen ist.

## Geschichte
1167 ließ Waldemar der Große hier eine Burg erbauen, wo heute der Leuchtturm von 1868 steht.
Die Insel wird als eines der vielen Jagdgebiete des Königs im Grundbuch von König Waldemar 1230 erwähnt.
Der Legende nach nutzte der geächtete Marsk Stig die Insel Sprogø nach der Ermordung des dänischen Königs im Jahr 1286 als Basis für Piraterie.
Korsørs älteste Marktstadtrechte müssen 1425 von Erik von Pommern gewährt worden sein, darunter „Fægang paa Sprogø“, also freie Beweidung auf der Insel Sprogø.
Um 1520 ließ König Christian II. niederländische Bauern auf Sprogø ansiedeln, deren Nachkommen dort etwa 120 Jahre lang lebten.
1868 wurde der Leuchtturm erbaut.

## „Waldemarsburg“ auf Sprogø (Reste)
Im Bereich des Leuchtturmes und darunter befinden sich Reste einer mittelalterlichen Burganlage („Waldemarsburg“), von der Mauerstücke erhalten geblieben sind. Der Leuchtturm wurde 1868 auf den Resten der von Waldemar dem Großen 1167 erbauten Burg errichtet. Die Ruinen, die ältesten datierten Befestigungen Dänemarks, wurden vom Dänischen Nationalmuseum restauriert.
1070 soll der Kleriker Adam von Bremen erklärt haben: „Zwischen Seeland und Fünen gibt es eine sehr kleine Insel namens Sprogø. Es ist ein räuberischer Ball und ein purer Horror für die Passanten.“ Sprogø wurde zu dieser Zeit von Wenden als Basis für Piratenexpeditionen genutzt.

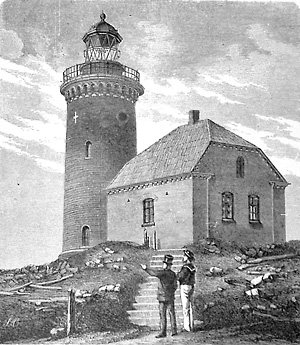
Leuchtturm Ende des 19. Jahrhunderts
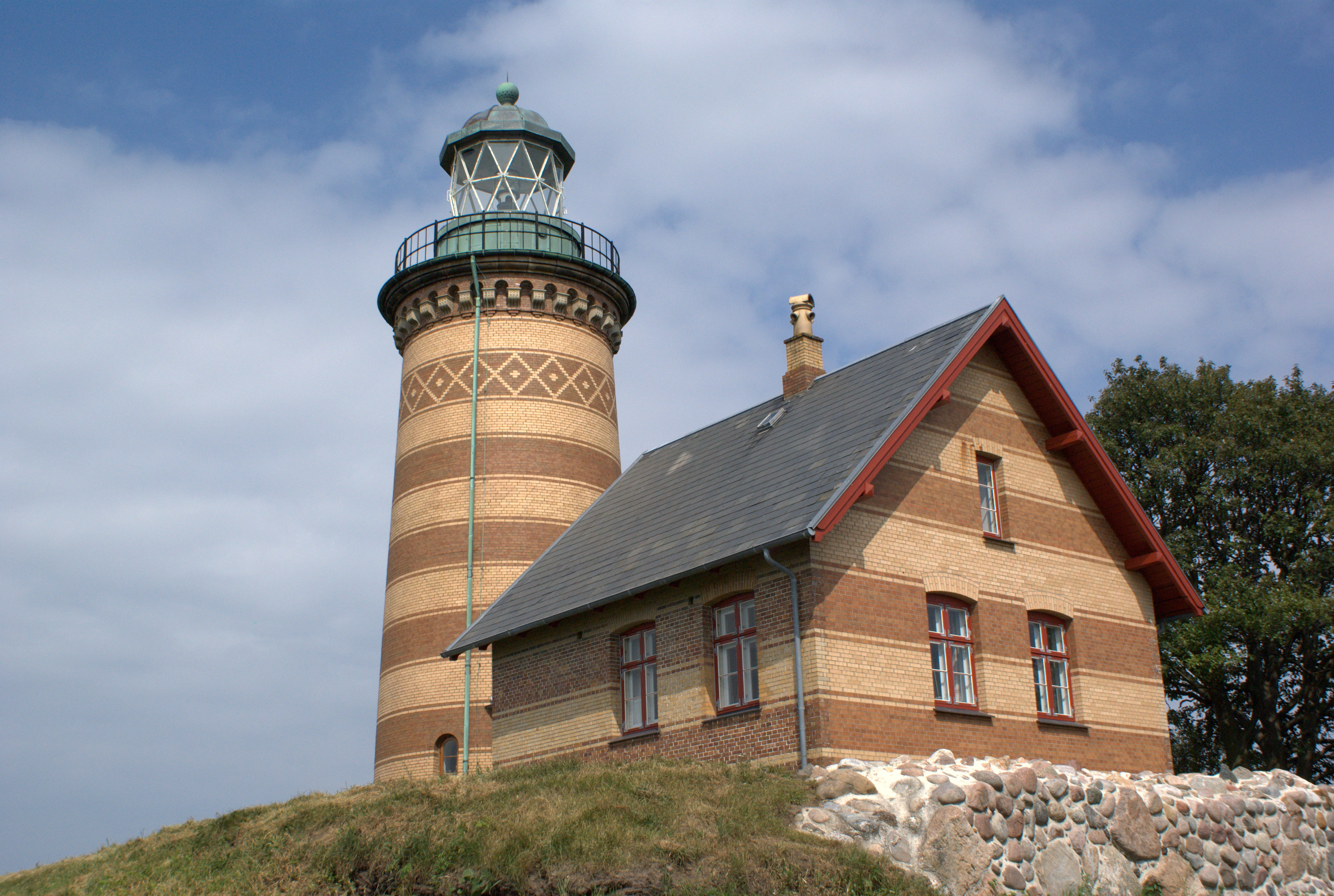
Leuchtturm
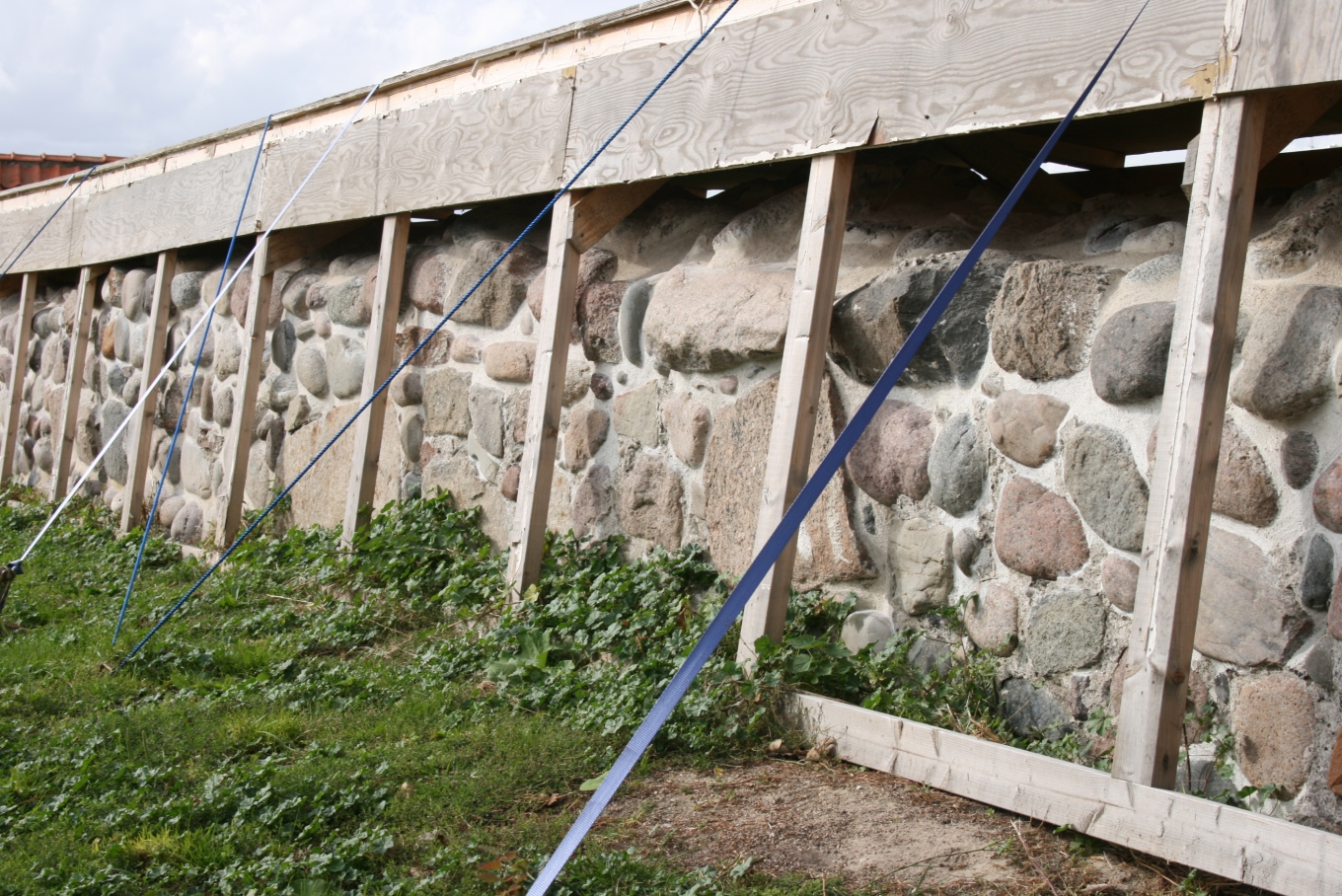
Restauriertes Mauerwerk der Burganlage
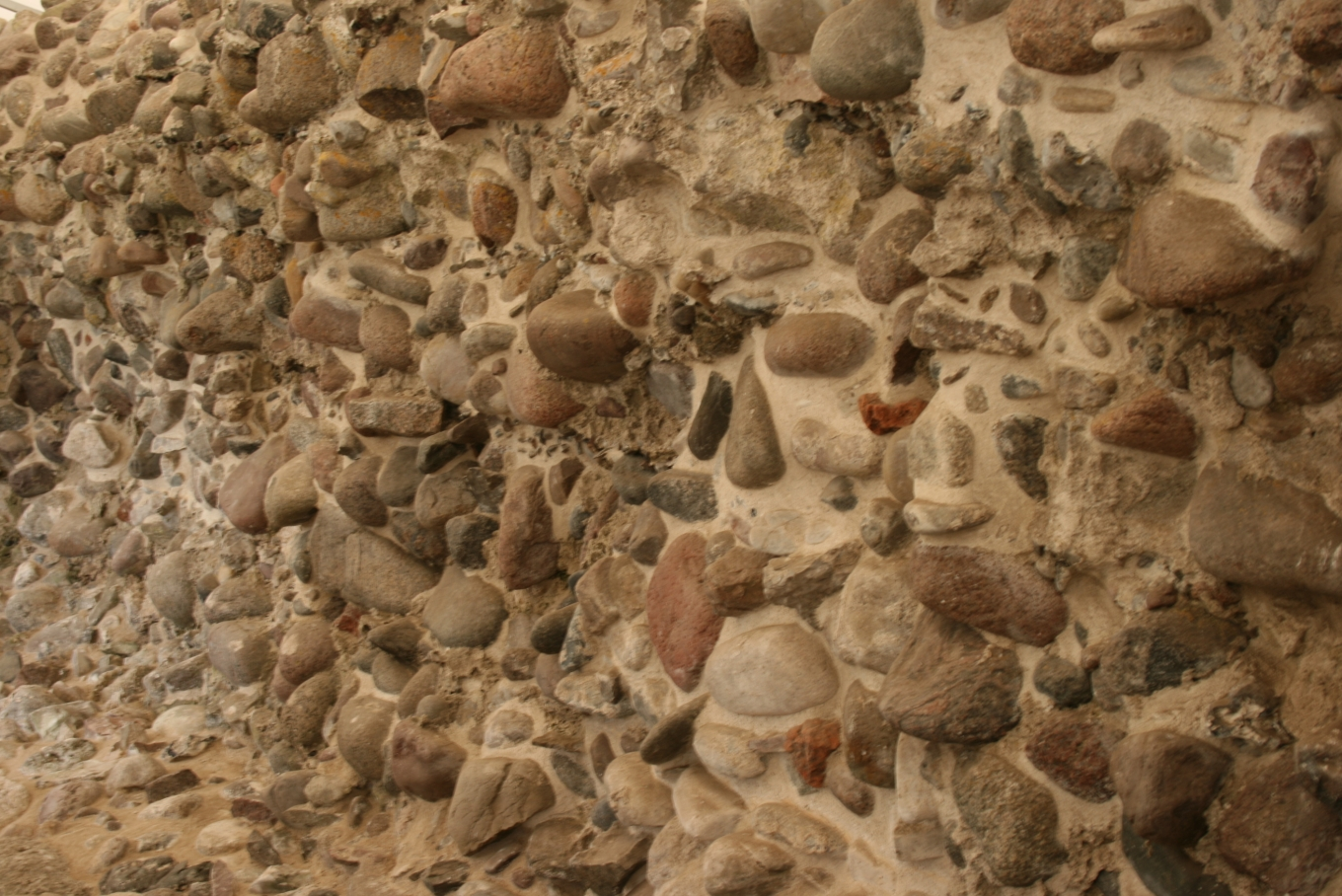
Mauerwerk der Burganlage aus Geschiebe der Eiszeit

Die Burg von König Waldemar I. war Teil eines Systems königlicher Burgen, das u. a. im Großen Belt gegen die wendischen Piraten gerichtet war. Es war eine Burg vom sogenannten Kastelltyp bzw. eine Turmburg mit einer quadratischen Außenmauer, die einen Burgplatz von rund 26 × 32 m sowie einen quadratischen Turm umfasste. Die Fundamente bestanden aus mit Kalkmörtel verfugten Feldsteinen. Darüber hinaus wurden Backsteinziegel verwendet, die zu dieser Zeit ein völlig neues Baumaterial waren. In den Jahrbüchern der nordischen Antike und Geschichte heißt es: „Die Tatsache, dass die Zeit viel Wert auf die Verwendung dieses neuen Materials legte, scheint unter anderem durch die bekannte Inschrift auf einer Bleiplatte veranschaulicht zu werden, die im Grab von Waldemar dem Großen in Ringsted gefunden wurde, wo es besonders erwähnt wird, dass der König die Mauer in Dannevirke und den Turm in Sprogø aus gebrannten Ziegeln gebaut hat.“
Die Überreste des nördlichen Teils der Mauer um Waldemars Turm direkt unter dem Leuchtturm an der Nordseite des Leuchtturmhügels (Fyrtårnsbakken) sind heute geschütztes dänisches Denkmal des „Slots- og Kulturstyrelsen“ (Teil des Dänischen Kulturministeriums) und können von der Zuglinie und der Straße aus gesehen werden. Archäologen haben Mauerwerk gefunden, das als ältestes Backsteingebäude Dänemarks gilt.

## Kellersche Anstalt

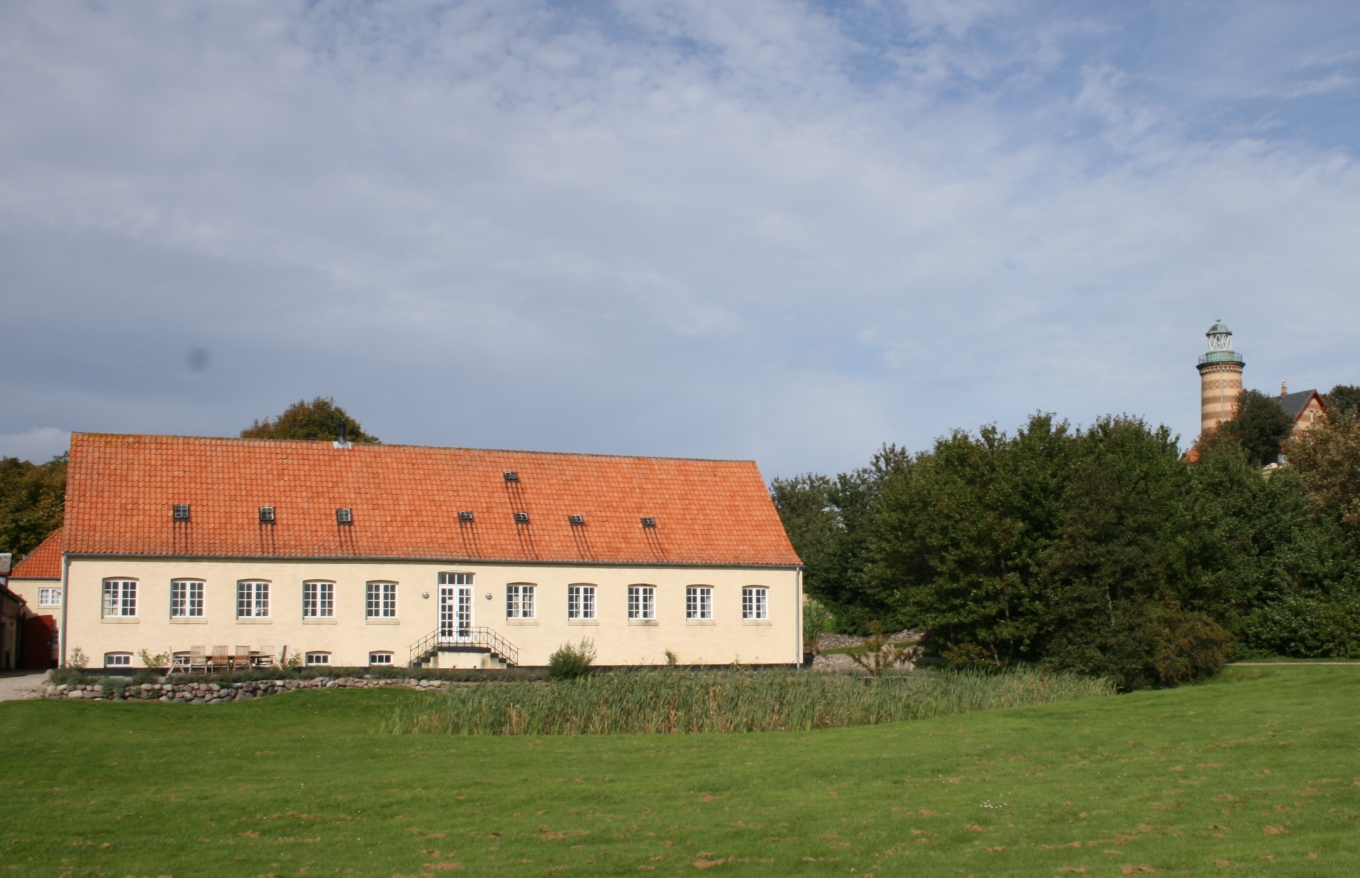
Ehemaliges Mädchenheim auf Sprogø

Auf der Insel befand sich von 1922 bis 1961 eine der  kellerschen Anstalten für sogenannte „unangepasste Mädchen“. Die Geschehnisse dort sind ein zentrales Thema in dem Kriminalroman Verachtung von Jussi Adler-Olsen. 2018 wurde unter der Regie von Christoffer Boe der gleichnamige Spielfilm zum Roman und den Geschehnissen auf der Insel gedreht. Der Spielfilm Ustyrlig (2022) von Malou Reymann dramatisiert Ereignisse aus den 1930er Jahren in der Mädchenanstalt.